# Шака Кан
Ивет Мари Стивънс (на английски: Yvette Marie Stevens), по-известна като Шака Кан (на английски: Chaka Khan), е международно призната американска певица и авторка на песни, развила музикално творечество в продължение на четири десетилетия. Още през 70-те тя е фронтмен на фънк групата Ръфъс. Наричана „Кралицата на фънка“, тя е спечелила 10 награди Грами и е продала около 70 милиона копия от албумите си.

## Биография
Шака Кан е родена под името Ивет Мари Стивънс на 23 март 1953 г. Семейството ѝ е от Чикаго и е с хуманитарни и бохемски наклонности. Тя е първото от общо пет деца, които са отгледани от Чарлс Стивънс и Сандра Колман. Тя описва баща си като битник, а майка си – „като можеща да направи всичко“. Израства в околностите на Хайд Парк, „остров в цялата лудница“, който се намира в жилищния дял „Южна страна“. Сестра ѝ Ивон също прави кариера в музиката под името Така Бум. Единственият ѝ брат, Марк, сформира фънк групата Ора и също е сподирен от успехи. Има две сестри, Захива Стивънс и Теми Маккрари, като втората е неин мениджър.
Получава католическо възпитание. Обяснява, че любовта ѝ към музиката се дължи на баба ѝ, която я запознава с джаза още докато е дете. Кан се влюбва в ритъм енд блуса в ранното си детство, а на 11 вече е сформирала първата си изцяло момичешка група „Кристалетс“, в която е и сестра ѝ Така. В края на 60-те участва в няколко митинга за защита на човешките права, заедно с втората съпруга на баща ѝ, Кони, която е изтъкнат поддръжник на тези мероприятия, и се включва в Партията на черните пантери, след като се сприятелява с друг неин член, активиста и родения в Чикаго Фред Хемптън, през 1967 г. Докато е членка, тя получава името Шака Адуне Адуфе Ходархи Карифи от един африкански шаман. През 1969 г. напуска Пантерите, гимназиалното си обучение (в гимназиите Келъмет и Кенууд) и започва да изпълнява в малки групи около Чикаго. Първо изпълнява с Лайф, групата на Кеш Маккол, в която е и нейният приятел Хасан Кан, за който се омъжва в 1970 г.

## Дискография
- Chaka  (1978)
- Naughty (1980)
- What Cha' Gonna Do for Me (1981)
- Chaka Khan (1982)
- Echoes of an Era (1982)
- I Feel for You (1984)
- Destiny  (1986)
- ck (1988)
- The Woman I Am (1992)
- Come 2 My House (1998)
- ClassiKhan (2004)
- Funk This (2007)
- Hello Happiness (2019)